# سعد بن عباده
سعد بن عبادة بن دلیم ساعدی خزرجی (عربی: سَعْدُ بْنُ عُبَادَةَ بْنَ دُلَیْمَ اَلسَّاعِدِيُّ اَلْخَزْرَجِيُّ‎)؛ او رئیس طایفه سعیده از قبیله خزرج در مدینه در اوایل سده هفتم میلادی بود. او بعدها به عنوان رئیس کل قبیله خزرج و سپس رئیس تمام انصار شناخته شد. او از صحابه برجسته محمد پیامبر اسلام، بود و پس از مرگ محمد، تلاشی ناموفق برای معرفی خود به عنوان خلیفه اسلام انجام داد.

## زندگی نخستین
از نظر فیزیکی «بسیار پرمو» توصیف شده استن، سعد یکی از اعراب «کامل» محسوب می‌شد زیرا در تیراندازی و شنا مهارت داشت و می‌توانست به عربی بنویسد.
سخاوت او به طور گسترده مورد اذعان بود. خزرج درباره او گفت: «او سرور ما و پسر سرور ماست. آنها در خشکسالی غذا تهیه می‌کردند، خسته‌ها را جابجا می‌کردند، از مهمانان استقبال می‌کردند، در بلایا کمک می‌کردند و از جامعه محافظت می‌کردند.» پسرش قیس گفت که او علاوه بر کمک به فقرا و اطعام جامعه در قحطی، بدهی‌های «دورترین خویشاوندان» را نیز تضمین می‌کرد. یک بادیه‌نشین شهادت داد: «تو دارای والاترین و شریف‌ترین شخصیت هستی. حتی کسانی که از تو بی‌اطلاع هستند، تو را سرزنش نمی‌کنند.» سعد بر فراز قلعه خود ایستاده بود و فریاد می‌زد: «هر که چربی یا گوشت دوست دارد، نزد سعد بن عباده بیاید.»
او همچنین به خاطر تندخویی‌اش و غرور قبیله‌ای‌اش شناخته می‌شد. او دعا می‌کرد: «خدایا، به من ستایش و جلال عطا کن. من بدون عمل نمی‌توانم جلال داشته باشم و بدون پول نمی‌توانم کاری انجام دهم. خدایا، من به چیزی بیش از کمی پول نیاز دارم تا خودم را درست کنم و با آن خودم را اصلاح کنم.» او وقتی محمد یک بار قبیله عبدالاشهل را به عنوان بهترین انصار توصیف کرد، آزرده خاطر شد و پرسید: «آیا ما فقط چهارمی هستیم؟» و مجبور شد او را از مواجهه حضوری با محمد در این مورد منصرف کند.
سعد روابط تجاری با مکه داشت. او امنیت بازرگانان جبیر بن مطعم و حارث بن حرب را در زمانی که در قلمرو مدینه بودند، تضمین کرد.

## مرگ
بعضی از مورخان اسلامی نوشته اند که سعد بن عباده در حالی که داشت ایستاده ادرار می کرد  با پرتاب تیر در قلبش، توسط جنیان کشته شد. این ادعا را اولین بار خالد بن ولید، که متهم به قتل سعد بن عباده بود مطرح کرد و گفت وقتی که میخواست از چاه آب بردارد جنیان به او گفته اند که چرا سعد را کشته اند. و جالب اینکه ادعاهای خالد بن ولید در دادگاهی که به اتهام همین ترور یعنی قتل یک مسلمان احضار گردیده بود مورد پذیرش قاضی قرار گرفت و خالد تبرئه شد. با این حال برخی از مورخین به این روایت تردید کرده و ایراداتی را بدان وارد نموده اند. همچنین از عبدالعزیز نوه او نقل شد که جنیان از درون چاهی به عبدالعزیز گفته‌اند که آنها سعد را کشته‌اند.
برخی از مورخان دانشگاهی همچون هشام جعیط ، عبدالعزیز دوری ، عبد الحی شعبان ، هاشم یحیی الملاح ،  صالح احمد العلی ، حسن إبراهیم حسن نوشته اند که سعد بن عباده با توجه به اینکه از بیعت با دو خلیفه سرباز زده و خودش مدعی خلافت بود و ممکن بود که در آینده برای خلافت مشکلاتی را ایجاد کند، ترور شد. 
به هر حال هر کس سعد بن عباده را کشته بود، پسر او از یاران وفادار علی باقی ماند.
هنگامی که وی به پسرش قیس گفت پذیرفتن ولایت علی واجب بود، قیس گفت:«تو این سخن را از رسول خدا شنیدی و طلب خلافت کردی و اصحابت گفتند یک امیر از ما و یک امیر از شما؛ به خدا با تو دیگر سخن نخواهم گفت».